# Brygga (kroppsställning)

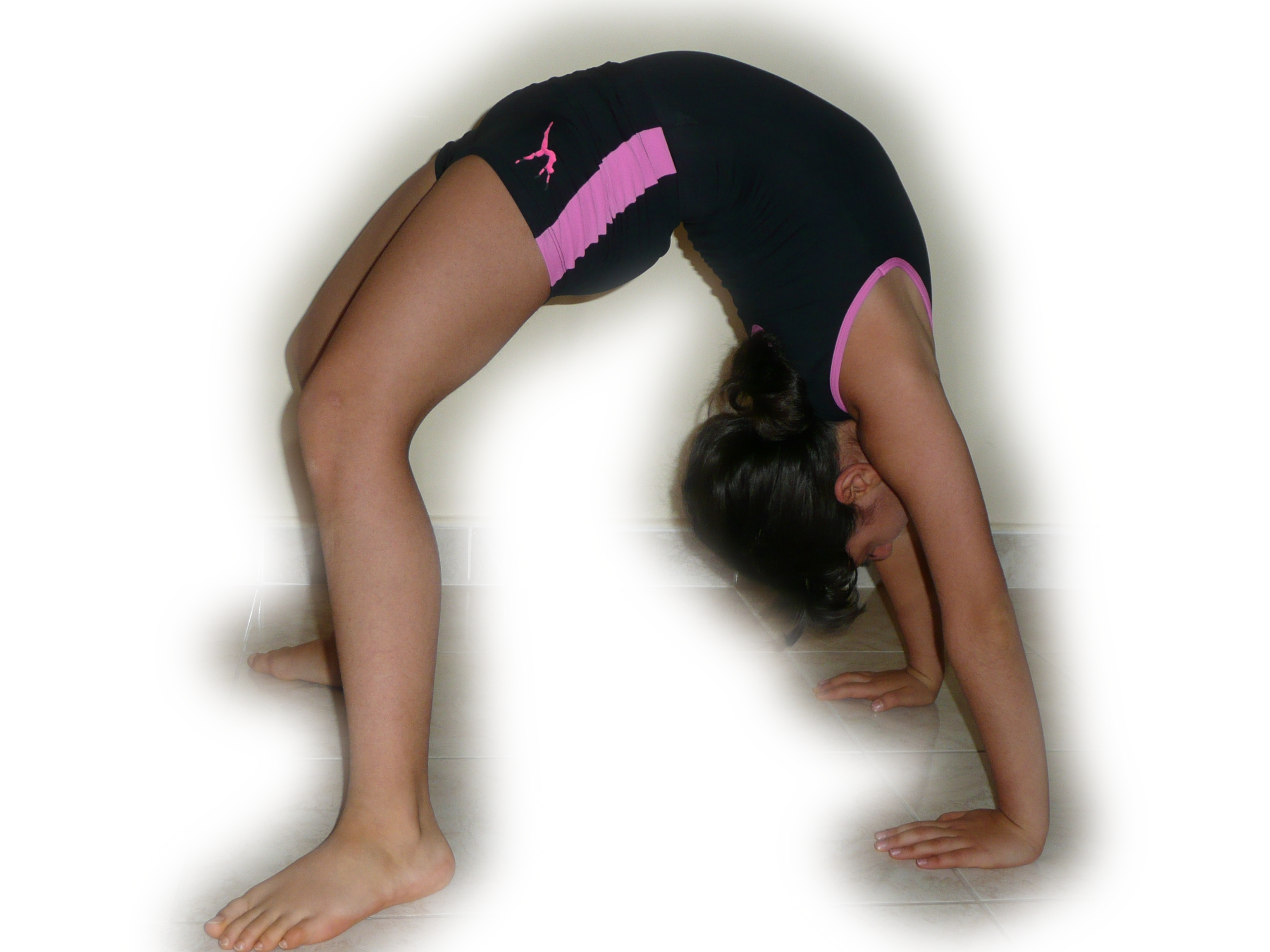
En gymnast i brygga.

Brygga är en kroppsställning där man står med ryggen nedåt, stödd på fötterna, och antingen på händer, skuldror eller huvud. Man kan ställa sig i brygga från stående, eller från liggande på rygg.
Handstående brygga förekommer i artistisk gymnastik. I brottning innebär bryggan att brottaren stöder sig på skuldrorna.